# New Ellerby
New Ellerby – osada w Anglii, w hrabstwie East Riding of Yorkshire. Leży 13 km na północny wschód od miasta Hull i 259 km na północ od Londynu.